# Clarotes
Clarotes es un género de peces actinopeterigios de agua dulce, distribuidos por ríos y lagos del este de África.

## Especies
Existen solamente dos especies reconocidas en este género:
- Clarotes bidorsalis Pellegrin, 1938
- Clarotes laticeps (Rüppell, 1829)